# Papánek János
Papánek János (Kukló, 1743. június 29. – Nagyszombat, 1784.) piarista áldozópap és tanár.

## Élete
1760-ban lépett a rendbe; a gimnázium végeztével a váci kollégiumban bölcseletet hallgatott. A latin nyelvben és költészetben különösen kitűnt; a privigyei és nyitrai gimnáziumban tanított. Véletlen szerencsétlenség következtében egyik szemét elvesztette; ekkor a Forgách grófi, majd a Szörényi s Hunyadi báró családoknál nevelő volt. Később a váci Theresianumban mint a bölcselők és Andrássy gróf prefektusa működött.

## Művei
- Genius populi hungari Josepho Secundo caesari augusto pro felici. Oblatus a I. P. presbytero scholarum piarum anno 1780. Tyrnaviae (végén: Ode ad Mariam Theresiam Hungarorum reginam)
- Probleme sceptique est-il bon de se marier? Ou reflexions sur le mariage. Dediés a m. le comte Joseph de Forgách ... a l'occassion de ses épousailles célébrées a Ujlak. Tyrnau, 1783, címképpel (Horányi bő mutatványt közöl belőle)

Vácon tartózkodása alatt még több ódát írt és adott ki Migazzi Kristóf kardinális és mások tiszteletére. (Horányi szerint, ki azonban címüket nem közli).